# Ivorische Basketballnationalmannschaft der Damen
Die ivorische Basketballnationalmannschaft der Damen ist die Auswahl ivorischer Basketballspielerinnen, welche die Fédération Ivoirienne de Basket-Ball auf internationaler Ebene, beispielsweise in Freundschaftsspielen gegen die Auswahlmannschaften anderer nationaler Verbände, aber auch bei internationalen Wettbewerben repräsentiert. Größter Erfolg waren die vierten Plätze bei den Afrikameisterschaften 1977 und 2009. 1961 trat der nationale Verband dem Weltverband Fédération Internationale de Basketball (FIBA) bei. Im Juni 2014 wurde die Mannschaft auf dem 50. Platz der Weltrangliste der Frauen geführt.

## Internationale Wettbewerbe

### Elfenbeinküste bei Weltmeisterschaften
Die Mannschaft konnte sich bisher nicht für eine Weltmeisterschaft qualifizieren.

### Elfenbeinküste bei Olympischen Spielen
Bisher gelang es der Mannschaft nicht, sich für die olympischen Basketballwettbewerbe zu qualifizieren.

### Elfenbeinküste bei Afrikameisterschaften
Die Mannschaft kann bisher elf Teilnahmen an der Afrikameisterschaft vorweisen:
| - 1966: nicht qualifiziert - 1968: nicht qualifiziert - 1970: nicht qualifiziert - 1974: nicht qualifiziert - 1977: 4. Platz - 1979: nicht qualifiziert - 1981: 5. Platz - 1983: 5. Platz - 1984: nicht qualifiziert - 1986: nicht qualifiziert - 1990: 6. Platz | - 1993: 5. Platz - 1994: 5. Platz - 1997: nicht qualifiziert - 2000: 8. Platz - 2003: nicht qualifiziert - 2005: nicht qualifiziert - 2007: 8. Platz - 2009: 4. Platz - 2011: 8. Platz - 2013: 7. Platz |

### Elfenbeinküste bei den Afrikaspielen
Die Damen-Basketballnationalmannschaft der Elfenbeinküste nahm insgesamt fünfmal an den Wettbewerben der Afrikaspiele teil. Bestes Ergebnis ist dabei der vierte Platz aus dem Jahr 2011, 1965 und 2003 erreichten die Ivorerinnen jeweils den sechsten, beim Turnier 2007 den neunten Rang; außerdem nahm das Nationalteam 1991 an den Wettkämpfen teil.